# Atténuation du changement climatique

Consommation globale d'énergie entre 2000 et 2020.

L'atténuation du changement climatique ou « atténuation du réchauffement climatique » (en anglais, climate change mitigation) regroupe les actions visant à atténuer l'ampleur du réchauffement mondial d'origine humaine par la réduction des émissions de gaz à effet de serre ou la capture et séquestration du dioxyde de carbone de l'atmosphère.

## Définition
L'ADEME donne la définition suivante : « une activité contribue à l’atténuation du changement climatique si elle contribue à la stabilisation des concentrations de gaz à effet de serre (GES) dans l’atmosphère à un niveau qui empêche toute perturbation anthropique dangereuse du système climatique. » Il s’agit d’activités permettant soit de réduire ou de limiter les émissions de gaz à effet de serre, soit de protéger et d'accroître les puits et réservoirs de GES, tels que les forêts et les sols.
Le dioxyde de carbone (CO2) et les autres gaz à effet de serre s'accumulent dans l'atmosphère, entraînant le réchauffement climatique, dont les nombreux effets représentent pour la plupart des menaces majeures. La réduction des émissions de gaz à effet de serre ou leur stockage dans des puits de carbone naturels ou artificiels (séquestration du dioxyde de carbone) est donc un objectif vital pour l'humanité.

## Principales activités humaines émettrices de gaz à effet de serre
Les émissions de gaz à effet de serre au niveau mondial en 2015 provenaient pour 81,2 % du dioxyde de carbone, 10,6 % du méthane, 5,5 % du protoxyde d'azote et 2,7 % des autres GES.
Les émissions liées à l'énergie représentent les deux tiers des émissions mondiales de gaz à effet de serre et 80 % de celles de CO2 ; la réduction des émissions doit donc viser prioritairement le secteur de l'énergie.
|  |

Les émissions de CO2 liées à l'énergie étaient estimées à 32,3 Gt (milliards de tonnes) en 2015, provenant de l'industrie manufacturière et de la construction pour 37 %, des transports pour 25 % (dont 18 % pour le transport routier), du secteur résidentiel pour 17 %, des autres secteurs (tertiaires, administrations, agriculture, etc) pour 15 % et de l'industrie de l'énergie (hors électricité et chaleur) pour 7 %.
Les émissions de CO2 non liées à l'énergie proviennent surtout de l'industrie du ciment et de la chimie (solvants, etc.).
Les émissions de méthane ont été estimées en 2016 à 558 Mt/an, dont 60 % proviennent de l’activité humaine et 40 % de sources naturelles ; 515 Mt/an sont transformées par des réactions chimiques dans l’atmosphère et 33 Mt/an sont absorbées par les sols ; tous les ans donc, 10 Mt/an viennent s’ajouter au stock déjà présent dans l’atmosphère ; le méthane a un pouvoir de réchauffement 28 fois supérieur à celui du CO2. Une évaluation plus ancienne (2006) détaille la contribution des diverses activités humaines à ces émissions : production d’énergies fossiles (extraction, distribution et utilisation) : 33 % ; élevage : 27 % ; décharges et déchets : 16 % ; combustion de la biomasse : 11 % ; riziculture : 9 % ; biocarburants : 4 %.
Les émissions de protoxyde d'azote (N2O) proviennent surtout de l'agriculture : utilisation d'engrais azotés minéraux et gestion des déjections animales ; d'autres sources concernent certains procédés industriels et des équipements de combustion, dont les moteurs automobiles (pots catalytiques).

## Axes majeurs de l'atténuation

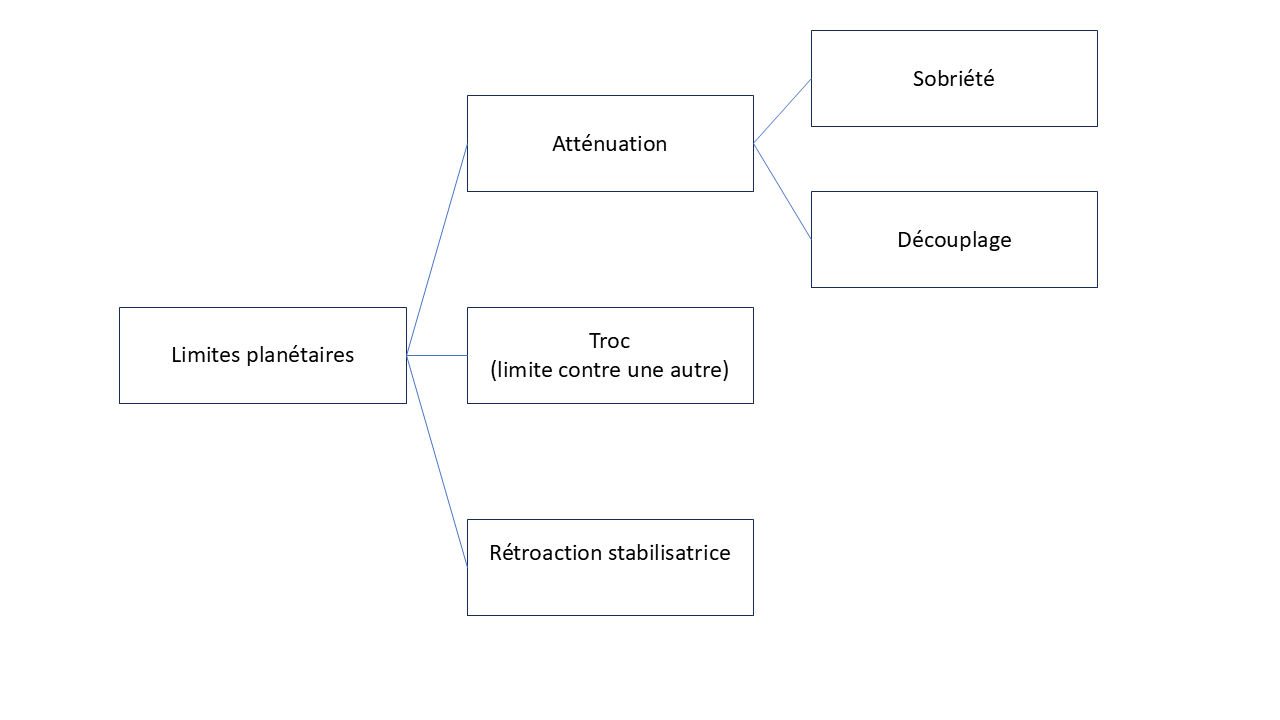
Moyen pour freiner le franchissement des limites planétaires. La sobriété économique et le découplage concourent à l'atténuation des impacts environnementaux.

Les émissions de dioxyde de carbone (CO2) liées à l'énergie étant la principale source anthropique d'émissions de gaz à effet de serre, la décarbonation des consommations d'énergie est l'axe prioritaire de l'atténuation. Elle consiste à remplacer systématiquement les énergies fossiles par des énergies renouvelables (biomasse, hydroélectricité, énergie solaire, énergie éolienne, etc.) et l'énergie nucléaire, non seulement pour la production d'électricité, mais aussi et surtout dans les transports, le chauffage des locaux et l'industrie. En effet, l'électricité représente seulement 18,5 % de la consommation finale d'énergie au niveau mondial en 2015.
La réduction des émissions de méthane, comparée à celle du CO2, peut se révéler plus économique et plus efficace dans l'atténuation du changement climatique, étant donné son fort potentiel de réchauffement global et son temps de séjour dans l'atmosphère relativement court, de neuf ans.
La recherche de l'efficacité énergétique est un levier d'action, en particulier pour les consommations d'énergie faisant appel majoritairement aux combustibles fossiles. Par exemple, l’habitat passif distingue les bâtiments dont la consommation énergétique est très basse, voire nulle ou négative, ou bien la décarbonation des transports.
L'agriculture, en particulier l'élevage, est une source majeure d'émissions de méthane et de CO2. L'élimination de la viande de bœuf dans l'alimentation humaine contribuerait fortement à l'atténuation du réchauffement climatique.
La préservation des puits de carbone est essentielle, en particulier les forêts tropicales humides, les forêts boréales, les landes et les tourbières. Des expérimentations de création de puits de carbone artificiels par séquestration du dioxyde de carbone dans la perspective d'une restauration du climat sont menées depuis des décennies[réf. nécessaire].
Une note publiée en 2015 par la Banque mondiale synthétise les choix stratégiques nécessaires, à partir des travaux du GIEC, en soulignant que pour atteindre l'objectif de limitation du réchauffement climatique au-dessous de 2 °C, les émissions de gaz à effet de serre doivent être réduites à zéro avant 2100. Les trajectoires techniquement réalisables pour atteindre la neutralité carbone reposent sur quatre piliers :
- ramener l'intensité carbone de la production mondiale d'électricité à un niveau proche de zéro dès 2050, en particulier dans les pays à hauts revenus et dans les pays émergents, en remplaçant les énergies fossiles par les énergies renouvelables et le nucléaire ou en neutralisant leurs émissions par la capture et séquestration du CO2 (CCS) ; la biomasse couplée avec la CCS permet même d'obtenir des émissions nettes négatives ;
- basculer des énergies fossiles vers l'électricité à bas carbone pour réduire massivement les émissions dans les secteurs à forte intensité énergétique : transports, bâtiments, industrie ; les véhicules électriques ou hybrides rechargeables, les pompes à chaleur, les fours et chaudières électriques ont une efficacité énergétique bien supérieure à leurs homologues à énergies fossiles et sont un moyen efficace pour abaisser rapidement les émissions ;
- améliorer l'efficacité énergétique permet de réduire les émissions, faciliter le basculement vers l'électricité et réduire les coûts énergétiques, y compris dans l'agriculture (réduction des déchets par leur utilisation énergétique, utilisation du bois dans le bâtiment, etc) et l'alimentation (basculement vers des produits à bas carbone, libération de terres) ;
- mieux gérer les sols : les secteurs agricole et forestier devraient atteindre la neutralité carbone dès 2030, en développant les puits de carbone par la reforestation et en évoluant vers des pratiques moins émissives.

Les auteurs mettent en garde contre les choix fondés seulement sur les coûts et sur les bénéfices à court terme, qui peuvent mener à des impasses coûteuses à long terme ; par exemple, l'expansion urbaine à faible densité non planifiée, la destruction de forêts ou le choix de remplacer le charbon par le gaz plutôt que par les énergies renouvelables.
Enfin, les émissions de gaz à effet de serre dépendant directement du nombre d'individus émetteurs, la limitation des naissances est l'un des moyens les plus efficaces pour atténuer le réchauffement climatique. Dans le manifeste signé par 15 364 scientifiques de 184 pays, publié par Le Monde en 2017 et dans la revue BioScience, pour mettre en garde l'humanité contre les risques environnementaux liés à son comportement, la surpopulation est citée comme l'un des principaux dangers : « les scientifiques signataires de la précédente déclaration de 1992 plaidaient pour une stabilisation de la population humaine, et expliquaient que le vaste nombre d’êtres humains – grossi de 2 milliards de personnes supplémentaires depuis 1992, soit une augmentation de 35 % – exerce sur la Terre des pressions susceptibles de réduire à néant les efforts déployés par ailleurs pour lui assurer un avenir durable » ; « nous mettons en péril notre avenir en refusant (…) de prendre conscience que la croissance démographique rapide et continue est l’un des principaux facteurs des menaces environnementales et même sociétales ». Le manifeste cite, parmi les « mesures efficaces et diversifiées que l’humanité pourrait prendre pour opérer sa transition vers la durabilité » : « réduire encore le taux de fécondité en faisant en sorte qu’hommes et femmes aient accès à l’éducation et à des services de planning familial, particulièrement dans les régions où ces services manquent encore ».
Une étude parue dans Nature Climate Change en septembre 2020 sur l'électrification du parc automobile conclut que la part de véhicules électriques dans le parc nord-américain n'atteindra que 50 % en 2050 dans les scénarios les plus optimistes, alors qu'il en faudrait 90 % pour espérer contenir dans les 2 °C l’augmentation mondiale de la température à horizon 2100,.
Une enquête publiée le 10 mars 2021 par la Banque européenne d'investissement révèle que pour 40 % des Français, le moyen le plus efficace de lutter contre le réchauffement climatique reste de modifier « radicalement » ses habitudes de consommation et de transport ; 24 % seulement comptent d'abord sur les innovations technologiques, part parmi les plus faibles dans l'Europe des 27. Les pays du nord de l'Europe font davantage confiance à l'innovation, comme en Suède (40 %), en Finlande (38 %) et au Danemark (36 %), alors que les Allemands (28 %), Espagnols et Italiens rejoignent les Français. Au niveau mondial, les Chinois et les Américains pensent que les innovations technologiques sont le moyen le plus efficace. Mais les Français seraient seulement à 20 % favorables à l'introduction d'une taxe carbone sur les produits non durables, contre 30 % environ dans les pays scandinaves. Ils sont 73 % à dire que l'action climatique menée par les pouvoirs publics ne peut réussir sans tenir compte des écarts de revenus et des inégalités sociales.
Le troisième groupe de travail du sixième rapport d'évaluation du GIEC détaille les différentes possibilités, transverses et dans chaque secteur d'activité, pour atténuer le réchauffement climatique.

## Actions d'atténuation des différents acteurs

### Actions des États
La convention-cadre des Nations unies sur les changements climatiques (UNFCC) est signée en 1992 lors du sommet de la Terre à Rio de Janeiro. Elle entre en vigueur le 21 mars 1994. Les signataires de cette convention se fixent comme objectif de stabiliser la concentration des gaz à effet de serre dans l’atmosphère à « un niveau qui empêche toute perturbation anthropique dangereuse du climat ».
En 1997, les signataires de la convention cadre adoptent le protocole de Kyoto, dont la nouveauté consiste à établir des engagements de réduction contraignants pour les pays dits de l'annexe B (pays industrialisés et en transition) et à mettre en place des mécanismes dit « de flexibilité » (marché de permis, mise en œuvre conjointe et mécanisme de développement propre) pour remplir cet engagement.
Les États signataires ont adopté de nombreuses mesures d'application de ces accords ; ainsi, l'Union européenne a adopté en décembre 2008 un plan d'action : le paquet climat-énergie, révisé en octobre 2014, avec pour objectif de permettre la réalisation d'ici à 2020 de l'objectif « 20-20-20 » : faire passer la part des énergies renouvelables dans le mix énergétique européen à 20 % ; réduire les émissions de CO2 des pays de l'Union de 20 % ; accroître l'efficacité énergétique de 20 %.
Les États-Unis ont adopté de nombreuses règlementations en faveur de l'efficacité énergétique, en particulier pour la réduction des consommations des automobiles ; ils ont promu les agrocarburants, dont ils sont en 2016 les premiers producteurs avec 43,5 % de la production mondiale. Le 5 août 2007, les députés américains votent une loi contraignant les fournisseurs d'électricité à tirer 15 % de leur production des énergies éolienne et solaire avant 2020. Le Congrès américain a voté le 18 décembre 2015 la prolongation des crédits d’impôt en faveur du solaire et de l’éolien pour cinq ans. Le président Barack Obama annonce en 2015 le Clean Power Plan, qui imposait pour la première fois des normes d'émissions de CO2 aux centrales électriques, avec l'objectif de réduire de 32 % d'ici à 2030 les émissions de gaz à effet de serre provenant des centrales au charbon (par rapport à 2005), dont l'économie américaine dépend encore à près de 40 % pour sa production d'électricité, et de porter la part des énergies renouvelables à 28 % d'ici à 2030 contre 13 % en 2014,, mais les opposants ont multiplié les procès, obtenant que la Cour suprême suspende l'application du texte, que Donald Trump a finalement révoqué.
La Chine s'est rapidement placée en tête dans la plupart des domaines de la décarbonation : en août 2017, la Chine exploite 37 réacteurs nucléaires, totalisant 32,4 GW de puissance installée, et compte 20 réacteurs nucléaires en construction totalisant 20,9 GW, ce qui la place au 4e rang en nombre de réacteurs en service et en capacité de production, et au 1er rang en nombre et capacité des réacteurs en construction ; elle est très largement en tête des pays producteurs de chaleur d’origine solaire : fin 2015, la puissance installée cumulée des capteurs solaires thermiques en Chine atteignait 71 % du total mondial ; sa production hydroélectrique a atteint 1 194,5 TWh en 2017, au premier rang mondial avec 28,5 % de la production mondiale ; elle est depuis 2010 au premier rang mondial pour sa puissance installée éolienne, qui a atteint 188 232 MW fin 2017, soit 35 % du total mondial, alors que la population chinoise représente 19,3 % du total mondial ; sa puissance installée solaire photovoltaïque atteint 131 GWc en 2017, au premier rang mondial avec 32 % du total mondial ; en 2017, la Chine a installé 53 GWc, soit environ 54 % du marché mondial de l'année ; elle est aussi le premier marché mondial de véhicules électriques et hybrides rechargeables depuis 2015 ; les ventes ont bondi de 53 % en 2016, à plus de 500 000 unités, et en 2017, selon l'association chinoise des constructeurs automobiles, les ventes augmentent de nouveau de 53 % pour atteindre 777 000 unités.
L'accord de Paris sur le climat, approuvé par l'ensemble des 195 délégations le 12 décembre 2015 et entré en vigueur le 4 novembre 2016, est le premier accord universel sur le climat. La démarche adoptée pour cet accord est fortement empreinte de pragmatisme à l'anglo-saxonne, c'est-à-dire qu'il s'agit d'une déclaration d'intention, sans aucune mesure coercitive : pas d'amende ni mesure de rétorsion ; le protocole de Kyoto en prévoyait mais cela n’a jamais rien donné. Pour être efficace, l’accord adopté a pris un autre parti, celui de la transparence. Plus qu’un devoir, une obligation à laquelle chaque pays aura à se plier en soumettant régulièrement ses objectifs de réduction d’émission de gaz à effet de serre (GES) à des grilles de renseignements et d’analyses communément partagées et compréhensibles par tous. L'accord prévoit de contenir d'ici à 2100 le réchauffement climatique « bien en dessous de 2 °C par rapport aux niveaux préindustriels » et si possible de viser à « poursuivre les efforts pour limiter la hausse des températures à 1,5 °C ».
Mais le 1er juin 2017, le président Donald Trump annonce, comme il l'avait promis durant sa campagne, le retrait des États-Unis de l'accord de Paris.
Selon Jean Jouzel, les mesures prises par les États avant la COP21 inscrivent le climat dans une tendance de réchauffement de 3 °C ; l'accord ne les oblige pas à un changement dans l'immédiat, et des objectifs sévères devraient être fixés avant 2020 pour espérer tenir l'objectif d'un réchauffement limité à 2 °C.
Le PNUE a calculé que « même dans le cas d'une mise en œuvre intégrale des engagements pris à Paris, les émissions prévues d'ici à 2030 entraîneront une hausse des températures mondiales de 2,9 à 3,4 °C d'ici la fin du siècle ».
Le gouvernement norvégien parie sur l'arrêt, en 2025, de la commercialisation dans le royaume de voitures qui émettraient encore du CO2. Michael Gove, ministre britannique de l'Environnement, a annoncé en juillet 2017 que le Royaume-Uni prévoit d'interdire totalement la vente des nouveaux véhicules Diesel et essence à partir de 2040. Le gouvernement et les constructeurs automobiles japonais ont planifié de commun accord en juillet 2018 la fin des voitures thermiques en 2050. L'Inde s'est engagée en 2017 à interdire la vente de véhicules à moteur thermique en 2030.
En Suisse, un rapport de 2020 par le Département fédéral de l'environnement, des transports, de l'énergie et de la communication (DETEC) révèle que les prescriptions relatives aux émissions de CO2 pour les voitures de tourisme neuves ont manqué de peu l’objectif de 130 gCO2/km fixé pour la période de 2012 à 2018. En effet, après une baisse continue depuis 2003, les émissions ont augmenté en 2017 et 2018 pour atteindre 137 g/km, du fait principalement de l'essor des SUV et de l'accroissement du poids des voitures.
Le Programme des Nations unies pour l'environnement (PNUE) a publié le 27 novembre 2018 un rapport montrant que les émissions mondiales de CO2 devraient être réduites de 25 % d'ici 2030 pour pouvoir atteindre l'objectif de la COP21 de limitation à 2 °C du réchauffement climatique, alors qu'en 2017 les émissions sont reparties à la hausse. En 2030, 57 pays, totalisant 60 % des émissions, ont prévu d'avoir atteint le point culminant de leurs émissions ; or les engagements pris lors de l'accord de Paris ne permettront qu'une réduction d'émissions de 6 Gt (gigatonnes) alors que la réduction nécessaire pour atteindre l'objectif des 2 °C est de 6 Gt. Le PNUE insiste sur la nécessité de renforcer la fiscalité carbone : « seulement 10 % des émissions sont taxées à un prix convenable pour limiter le réchauffement à 2 degrés », et sur la suppression des aides aux combustibles fossiles, qui permettrait de diminuer les émissions de 10 % d'ici 2020.

### Actions des collectivités locales
Dans de nombreux pays, les collectivités locales ont pris de initiatives allant au-delà de celles de leur état. Ainsi, aux États-Unis, la Californie et plusieurs États de l'Ouest et du Nord-est ont pris des mesures de soutien aux énergies renouvelables : ainsi, 31 États américains ont institué des « normes de portefeuille d'énergie renouvelable » (Renewable portfolio standard - RPS) qui obligent les fournisseurs d'électricité à atteindre une certaine part d'énergie renouvelable dans l'électricité commercialisée : 15 % en 2025 en Arizona, 30 % en 2020 au Colorado, 33 % en 2020 en Californie. Sept États du Nord-Est (Connecticut, Delaware, Maine, New Hampshire, New Jersey, État de New York et Vermont) ont créé en 2009 l'« Initiative Régionale contre l'Effet de Serre » (en anglais Regional Greenhouse Gas Initiative ou RGGI). La Californie a mis en place en janvier 2014 un marché d'échange de quotas carbone avec le Quebec.
En juillet 2016, l'État de New York a adopté une réglementation sur l'énergie propre (Clean Energy Standard) qui garantit le soutien financier de l'État aussi bien au nucléaire qu'aux énergies renouvelables ; en effet, le nucléaire assure 61 % de la production d'électricité décarbonée de l'état, et ce dernier ne pourrait pas atteindre ses objectifs de réduction de 40 % des émissions de GES d'ici 2030 si les centrales nucléaires fermaient pour cause de rentabilité insuffisante face à la concurrence des centrales au gaz,.
Le C40 Cities Climate Leadership Group (C40), créé en 2005 par l'ancien maire de Londres Ken Livingstone, rassemble 81 des plus grandes villes du monde ainsi que 6 villes observatrices, représentant 49 pays différents, avec l'objectif de lutter contre le dérèglement climatique ; depuis 2016, sa présidente est Anne Hidalgo.
En octobre 2017, Anne Hidalgo signe aux côtés de onze maires de grandes villes dont, outre Paris, Los Angeles, Mexico, Auckland et Londres, une déclaration s'engageant à acheter des bus propres et tendre vers le « zéro émission » d'ici 2030, pour lutter contre le changement climatique.
En septembre 2018, les maires de Londres Sadiq Khan et de New York Bill de Blasio, annoncent la création d'une nouvelle initiative menée sous l'égide du C40, baptisée Cities Divest/Invest forum, et appellent dans le Guardian les villes du monde entier à désinvestir du charbon. Après des désinvestissements opérés dans l'année pour un montant de 800 000 £, notamment dans Shell et BP, seulement 2 % des montants investis par le fonds de pension londonien (5,5 milliards de livres sous gestion) le sont encore dans des énergies fossiles ; à New York le désinvestissement devrait être total dans les cinq ans, pour un montant de 5 milliards de dollars.

### Actions des entreprises et des investisseurs
Un mouvement de désinvestissement des énergies fossiles a pris de l'ampleur lors de la Conférence de Paris. De nombreuses institutions financières ont décidé de refuser désormais de participer au financement des entreprises impliquées dans l'extraction de combustibles fossiles (charbon, pétrole et gaz). La plupart se limitent à exclure le charbon : Société générale annonce en 2015 l'intention de ne plus financer les mines de charbon, ni les centrales à charbon, mais seulement pour les pays à hauts revenus ; JPMorgan ne prête plus depuis 2016 d'argent pour financer la construction de nouvelles mines de charbon ; National Australia Bank annonce en 2017 ne plus prêter d'argent pour les projets miniers concernant le charbon thermique ; Natixis ne finance plus d'investissement dans les mines de charbon ni dans les centrales utilisant ce combustible ; Deutsche Bank a décidé en février 2017 de ne plus financer de nouveaux projets liés au charbon (mines et centrales) et de se retirer graduellement des investissements existants ; Allianz a décidé en 2015 de ne plus investir dans le capital d'entreprises tirant plus de 30 % de leur revenu de l'extraction charbonnière, ou de compagnies d'électricité dont plus de 30 % de la production est à base de charbon ; Axa a annoncé fin 2017 ne plus investir dans les sociétés développant des projets charbonniers (mines et centrales), revendre progressivement ses investissements existant, et ne plus non plus assurer ces entreprises ; le fonds souverain norvégien a renoncé à toute participation dans des dizaines de sociétés dont l'activité est à plus de 30 % dans le charbon, etc.
D'autres vont plus loin : les fonds de pension de New York devraient solder tous leurs investissements dans les entreprises productrices d'énergie fossile d'ici 2023.
En juin 2019, 477 investisseurs représentant 34 000 milliards de dollars, soit la moitié du capital investi dans le monde, demandent aux gouvernements du G20 de s'aligner sur les objectifs de l'accord de Paris.
En juin 2019, le Parlement norvégien impose au fonds souverain norvégien, le plus grand fonds souverain du monde avec plus de 1 000 milliards de dollars d'actifs, de sortir des énergies fossiles pour investir sur les marchés du solaire et de l'éolien. Au moins 150 entreprises pétrolières et gazières sont concernées par ces désinvestissements pour un total de 7,5 milliards de dollars. Le fonds conservera toutefois les titres des pétrolières qui limitent leur exposition aux combustibles fossiles en investissant dans les technologies vertes, telles que BP et Shell. Le fonds devra aussi se désengager de toute entreprise qui génère plus de 10 GWh d'électricité par an à partir de charbon ou qui extrait plus de 20 millions de tonnes de charbon par an. L'agence Bloomberg a chiffré ce désengagement à 5,8 milliards de dollars. Le fonds a été autorisé pour la première fois de son histoire à investir « directement » (sans prendre de participation dans des sociétés cotées), jusqu'à 20 milliards de dollars, soit 2 % de ses actifs, dans les énergies renouvelables, en ciblant en priorité des projets éoliens et solaires.
En juillet 2017, le constructeur suédois Volvo annonce qu'il ne lancera plus de voitures dotées de moteur 100 % thermique à compter de 2019 ; tous les futurs modèles de la marque adopteront des motorisations hybrides ou 100 % électriques. C'est la première fois qu'un constructeur traditionnel abandonne les moteurs à combustion, essence ou Diesel. Toyota annonce en 2017 l'objectif de fin de la commercialisation de voitures thermiques en 2050. Les véhicules utilitaires ne sont pas concernés.
En 2015, Engie s'engage à ne plus construire de nouvelles centrales à charbon, en excluant les contrats déjà signés pour des projets au Chili, au Brésil et au Maroc. Engie devra les revendre après leur mise en service pour tenir ses engagements. Le charbon représente 31 % des nouvelles capacités en construction d'Engie, devant les centrales au gaz (25 %), l'éolien (22 %) et le solaire (20 %). Le groupe cherche aussi à céder ses centrales à charbon en Allemagne et aux Pays-Bas, mais les négociations n'ont pas encore abouti.
En juillet 2019, un groupe de dix investisseurs, dont BNP Paribas Asset Management et Degroof Petercam Asset Management, lancent un appel, au nom du comité Climate Action 100 + (plus de 320 investisseurs à la tête de 33 000 milliards de dollars d'actifs), aux cimentiers CRH, LafargeHolcim, HeidelbergCement et Saint-Gobain pour qu'ils atteignent la neutralité carbone en 2050 ; le secteur cimentier est à l'origine de 7 % des émissions mondiales. En Europe, le prix des quotas de carbone, multiplié par quatre depuis le début de l'année 2018, pèse de plus en plus lourd sur les finances des cimentiers.

### Actions des scientifiques
L'initiative du collectif français interdisciplinaire Labos 1point5 vise à fournir des outils et des moyens à la communauté de recherche pour réduire ses émissions. Cela passe par la quantification de l’empreinte environnementale des activités de recherche, en particulier grâce à l'outil GES 1Point5, le suivi des initiatives engagées dans les laboratoires et la mise en évidence des solutions existantes.
Le Tyndall Centre for Climate Change Research fournit un arbre de décisions afin de décider si un voyage est nécessaire, par exemple pour réunir sur le terrain des données indispensables à la recherche, ou s'il peut être évité,.
Le Laboratoire d’océanographie et du climat de Jussieu à Paris vote en septembre 2020 à plus de 80 % les mesures suivantes : l’engagement de principe vers une diminution de 50 % des émissions de GES d’ici à 2030 ; l’interdiction de prendre l’avion pour tout trajet inférieur à 5 heures en train ; l’instauration d’un système de quota individuel pour encadrer les déplacements aériens.

### Actions individuelles
Une revue d'études, publiée mi-2017 et fondée sur l'analyse de 148 scénarios présentés par 39 articles évalués par des pairs, des rapports gouvernementaux et des programmes sur le Web, parmi 216 recommandations individuelles trouvées dans ces documents, la plupart n'ont que peu d'effets ou des effets modérés, en particulier les moyens les plus souvent cités (tels que recycler, utiliser les transports en commun, économiser l'eau en lavant les vêtements avec de l'eau froide ou utiliser des lampes basse-consommation) ne sont pas les plus efficients pour cet objectif et même n'ont qu'un impact modéré. Les meilleurs moyens sont quatre choix de vie ayant bien plus d'impact en matière d'émission carbone :
1. Loin en tête : avoir moins d'enfants (un enfant en moins par famille réduirait en moyenne l'empreinte carbone annuelle de 58,6 tonnes de CO2, soit autant que l'économie qui serait faite par 684 adolescents recyclant autant que cela est possible durant tout le reste de leur vie) ;
2. Renoncer à la voiture (économie annuelle d'environ 2400 kilogrammes de CO2) ;
3. Renoncer au voyage aérien (si une personne effectue un vol transatlantique aller-retour en moins dans l'année, elle diminue ses émissions de 1 600 kilogrammes de CO2 par an) ;
4. Devenir végétarien (permet en moyenne de diminuer ses émissions de 820 kilos de dioxyde de carbone (CO2) par an, soit quatre fois plus qu'en recyclant autant que possible).

Deux actions d'impact potentiellement élevé ont été écartées dans les conclusions de cette revue, en raison de problèmes méthodologiques ou de résultats contradictoires dans les études considérées :
- acheter de l'électricité « verte » (produite à partir de sources non fossiles) ;
- ne pas avoir d'animal de compagnie (chien en particulier).

La plupart des mesures mises en avant dans les manuels et les documents officiels des gouvernements ont un impact modéré ; il s'agit en premier lieu de mesures concernant le recyclage et la conservation de l'énergie. Les mesures à impact élevé n'ont été mentionnées qu'à hauteur de 4 % dans les documents analysés, généralement sous une forme édulcorée (par exemple « manger moins de viande » plutôt que « se passer complètement de produits carnés » ; ou encore, « moins utiliser la voiture » au lieu de « s'en passer complètement »).
D'autres comportements contribuent assez significativement à l'atténuation du réchauffement climatique :
- utiliser la voiture en autopartage, ou éviter les voyages en voiture ;
- éviter les croisières et les voyages aériens, en particulier les vols intérieurs ;
- améliorer l'isolation thermique de l'enveloppe du bâtiment (toit, façades, fenêtres, plafond de la cave) dans les maisons privées et les immeubles d'habitation comme dans les locaux des entreprises, construire les nouveaux bâtiments selon les normes de l'architecture bioclimatique et de l'habitat passif ;
- se convertir aux énergies renouvelables, notamment pour le chauffage et le refroidissement (énergie solaire thermique, biomasse, pompe à chaleur, géothermie) ;
- utiliser des transports publics ;
- utiliser de carburants respectueux du climat tels que l'électricité ou les biocarburants de seconde génération ;
- pratiquer un jardinage respectueux du climat.

De « petits gestes » contribuent modestement à l'atténuation du réchauffement climatique :
- privilégier les produits d'origine locale pour éviter les transports à longue distance ;
- utiliser des appareils ménagers et des appareils à faible consommation et des lampes à économie d'énergie, par exemple à LED ;
- mettre en place des protections solaires (voilages ou stores extérieurs, volets tels que persiennes, etc.) pour favoriser l'ombrage ;
- utiliser modérément la climatisation (voir aussi Cool Biz) ou climatisation solaire ;
- utiliser les technologies de ventilation économes en énergie (puits canadien, ventilation double flux) ;
- en hiver, baisser la température de quelques degrés, quitte à porter des vêtements plus chauds ;
- pratiquer l'écoconduite ;
- utiliser des emballages recyclables.

En Angleterre, Rosemary Randall et Andy Brown ont conçu dès 2006 une méthode inspirée des thérapies de groupe: les conversations carbone, fondée sur une analyse des obstacles psychologiques à prendre conscience du risque climatique. En 2009, un rapport d'auditions publié dans le périodique The Guardian les plaçait dans les 20 solutions pour sauver la planète (Twenty ideas that could save the world). Ils ont par la suite organisé la formation de facilitateurs, rencontré des partenaires et édité un manuel. La méthode a été traduite et adaptée par l’association 'Les amis de LaRevueDurable.
Les « petits gestes », pour utiles qu'ils soient, ne peuvent pas tout, selon Jean-Marc Jancovici, mais les plus « gros » d'entre eux (déplacements, régimes alimentaires, achats et confort du logement) importent.

### Eléments de basculement sociologique
Un article publié dans les Actes de l'Académie nationale des sciences des Etats-Unis identifie un ensemble d'éléments de basculement sociologique « Social Tipping Elements », c'est-à-dire des sous-systèmes socio-technicoéconomiques particuliers dans lesquels une quantité significative de gaz à effet de serre est en jeu et dans lesquels un petit changement ou une intervention dans le sous-système peut entraîner de grands changements au niveau macroscopique,.
En janvier 2020, une étude de l'Institut international pour l'analyse des systèmes appliqués (IIASA) utilise Copenhague comme exemple pour explorer comment l'ajout d'infrastructures plus respectueuses des cyclistes a conduit à une augmentation rapide du nombre de cyclistes au cours des trois dernières décennies. Selon l'IIASA, une augmentation linéaire des possibilités de comportements écologiques — comme l'ajout d'infrastructures plus favorables aux cyclistes dans le cas de Copenhague — a des effets bien plus importants sur l'adoption de comportements durables que ce que l'on suppose souvent. Cela s'explique par le fait que lorsque l'environnement facilite les comportements proenvironnementaux, non seulement il a un effet sur les habitudes de l'individu, mais ce comportement peut également être copié et appris par d'autres selon la « voie de la moindre résistance ».
Le comportement des célébrités (hommes politiques, businessmen — parmi les plus riches — ou encore artistes) exerce une influence majeure sur la société. Les études montrent que lorsque ces derniers se livrent à des activités très émettrices de CO2, la démotivation du public guette. Les gens sont très attentifs au comportement des autres, en particulier des célébrités, parce qu'il « signale et renforce les valeurs, la morale et les normes de notre société », mettant à mal l'idée de choix véritablement individuels. Le système économique et politique actuel défend en particulier la liberté individuelle. Pourtant, les études révèlent que la plupart des gens ont une conscience aiguë de l'interconnexion qui règne au sein de la société et de la nécessité d'une réponse coordonnée à la crise climatique. Aussi les célébrités ont-elles un rôle positif à jouer, en montrant l'exemple,.

## Analyse économique

### Pollution globale aux impacts hétérogènes et intergénérationnels

#### Bien public et externalité à l'échelle globale
L'atmosphère est un bien public international et les émissions de GES constituent une externalité internationale. Le bien-être de chaque individu ou pays, est fonction de sa propre consommation, et de la qualité de l'atmosphère. Les émissions de GES, produites par la production et la consommation, dégradent la qualité de l'atmosphère, quelle que soit leur provenance. Cependant, un changement dans la qualité de l'atmosphère n'affecte pas le bien-être de tous les individus et de tous les pays de la même manière. Certains pays sont plus exposés aux changements climatiques que d'autres.

#### Problème du passager clandestin
Les émissions de GES sont inégalement réparties dans le monde, tout comme les impacts potentiels du changement climatique. Les pays qui font face à des impacts du changement climatique potentiellement faibles sont peu incités à réduire leurs émissions tandis que les pays plus exposés sont fortement incités à réduire leurs émissions. La nature globale du changement climatique conduit à des comportements de type passager clandestin. L'atténuation des émissions de GES génère un bénéfice global, pour tous les pays exposés aux changements climatiques, mais constitue un coût privé pour les pays qui diminuent leurs émissions. Les pays qui n'atténuent pas leurs émissions peuvent également bénéficier de gains en matière de commerce international et/ou d'investissement car le coût de production augmente dans les pays qui réduisent leurs émissions. Ainsi, chaque pays est plus ou moins incité à laisser les autres faire l'effort d'atténuation. Finalement, l'effort d'atténuation obtenu à l'échelle mondiale est plus faible que ce qui est socialement optimal. Pour contourner le problème du passager clandestin, il a été envisagé de conclure un accord international assurant l'atténuation de la part de tous les pays fortement émetteurs de GES. En revanche, la répartition inégale des avantages de l'atténuation et les avantages potentiels d’être passager clandestin rendent difficile la conclusion d'un tel accord.

#### Transferts intergénérationnels
Les émissions de GES ont un impact prolongé dans le temps. En effet, les GES ont une durée de vie dans l'atmosphère pouvant aller d'une dizaine d'années (Méthane) à 100 ans (gaz carbonique) et au delà (protoxyde d'azote, halocarbures). Par conséquent, les choix des générations actuelles affectent les générations futures. L'atténuation des changements climatiques a un coût pour la génération actuelle et peut être considérée comme un transfert de richesse de la génération actuelle aux générations futures. Le degré d'atténuation détermine la composition des ressources (environnementales ou matérielles) que les générations futures reçoivent. Les coûts et les avantages de l'atténuation ne sont pas partagés équitablement entre les générations : les générations futures peuvent bénéficier de l'atténuation, tandis que la génération actuelle supporte les coûts de l'atténuation mais n'en bénéficie pas directement (sans tenir compte des avantages secondaires possibles, comme la réduction de la pollution atmosphérique). La nature intergénérationnelle de l'atténuation complexifie davantage sa mise en œuvre effective.

### Irréversibilité et incertitude sur l’étendue des dommages futurs
L'accumulation des émissions de GES pourrait être irréversible à l'échelle des millénaires. Les changements climatiques pourraient non seulement être irréversibles mais également soudains. Cela rend l'estimation des dommages futurs très compliquée. Par conséquent, certains économistes pensent qu'il n'est pas souhaitable de recourir à l'analyse coût bénéfice pour déterminer le degré optimal d'atténuation des émissions de GES. Ces derniers soutiennent l'idée de fixer un montant global d'émissions de GES à réduire à un horizon temporel donnée puis de déterminer quelles politiques permettent d'atteindre cet objectif. L'objectif visé par la communauté internationale de limiter le réchauffement climatique à 1.5 °C ou 2 °C d'ici 2050 reflète cette approche.

### Émissions et croissance économique

#### Décomposition des émissions
Pour comprendre le rôle de la croissance économique, il est utile de décomposer la croissance des émissions de GES en trois effets :
- d'échelle : le volume de production et de consommation accroit le niveau des émissions
- de composition : les émissions peuvent baisser si l'économie produit des biens moins intensifs en émissions
- technique : le progrès technologique fait diminuer l'intensité carbone de la production et de la consommation

On peut définir les émissions de GES totales, {\displaystyle E} de la manière suivante :
{\displaystyle E=\sum _{ij}E_{ij}}
où {\displaystyle E_{ij}} sont les émissions de GES du pays {\displaystyle i} dans le secteur {\displaystyle j}.
On note que {\displaystyle E_{ij}=Y_{ij}z_{ij}}où {\displaystyle Y_{ij}} est le volume de production et {\displaystyle z_{ij}} l'intensité en émissions du pays {\displaystyle i} dans le secteur {\displaystyle j} .
On note que {\displaystyle Y_{ij}=Y\Phi _{ij}}où {\displaystyle Y} est le volume de production mondial et {\displaystyle \Phi _{ij}} la part du pays {\displaystyle i} et du secteur {\displaystyle j} dans l'économie.
On peut réécrire les émissions totales de manière suivante :
{\displaystyle E=Y\sum _{ij}\Phi _{ij}z_{ij}}
Et décomposer le taux de croissance des émissions en un effet d'échelle, de composition, et technique.
{\displaystyle {\hat {E}}={\hat {Y}}+\sum _{ij}\Omega _{ij}{\hat {\Phi _{ij}}}+\sum _{ij}\Omega _{ij}{\hat {z_{ij}}}}
où {\displaystyle {\hat {Y}}}est le taux de croissance de l'économie mondiale, {\displaystyle {\hat {\Phi _{ij}}}}est le changement de la part du pays {\displaystyle i} et du secteur {\displaystyle j} dans l'économie , {\displaystyle {\hat {z_{ij}}}}le taux de changement technique, et {\displaystyle \Omega _{ij}={\frac {E_{ij}}{E}}}la part des émissions du pays {\displaystyle i} et du secteur {\displaystyle j} dans les émissions totales.
Ainsi, on voit qu'à technologie constante et à composition constante, la croissance économique fait augmenter les émissions des GES. Au fur et à mesure que l'économie se développe, la demande d'énergie et de biens à forte intensité énergétique augmente, ce qui augmente les émissions de CO2. Cependant, il est possible que les émissions globales diminuent si l'économie change de composition, c'est-à-dire qu'elle s'oriente vers des secteurs moins intensifs en énergie fossile, et que le progrès technologique notamment dans la production d'énergie est suffisamment important.
Cette décomposition statistique est utile pour mesurer les principaux déterminants de la croissance des émissions de GES mais présente des limites. Elle ne décrit pas formellement les relations de causes à effets entre la croissance économique et l'innovation dans les technologies bas carbone.

#### Stade de développement
Une grande partie de la littérature s'est concentrée sur l'hypothèse de la courbe de Kuznets environnementale (EKC), qui postule qu'aux premiers stades du développement, les émissions par habitant et le PIB par habitant vont dans le même sens. Au-delà d'un certain niveau de revenu, les émissions par habitant diminueront à mesure que le PIB par habitant augmentera, générant ainsi une relation en forme de U inversé entre PIB par habitant et émission. Les tests statistiques n'appuient ni une interprétation optimiste de l'hypothèse de l'EKC - c'est-à-dire que le problème de la croissance des émissions se résoudrait de lui-même - ni une interprétation pessimiste - c'est-à-dire que la croissance économique est irrévocablement liée à la croissance des émissions. Au lieu de cela, il a été suggéré qu'il y avait un certain degré de flexibilité entre la croissance économique et la croissance des émissions.

#### Croissance verte et innovation dans les technologies décarbonées
La littérature économique se concentre dorénavant sur la croissance verte et sur les déterminants de l'innovation dans les technologies bas carbone. Ces déterminants sont multiples :
- les prix des énergies fossiles : lorsqu'ils sont élevés, ils rendent plus rentables les sources d'énergie alternatives telles que les énergies renouvelables ou l'énergie nucléaire,
- l'accès au crédit est essentiel car la R&D dans les technologies bas carbone est plus risquée et comporte davantage de coûts échoués,
- la protection de la propriété intellectuelle garantit aux inventeurs de pouvoir exploiter leur invention et les incite à entreprendre des activités de R&D.